# Мета (фільм)
«Мета» (груз. «მიზანი») — радянський трисерійний пригодницький художній фільм студії «Грузія-фільм» 1980 року.

## Сюжет
Морський транспорт, що везе Денікіну зброю, гроші та секретні документи, стає об'єктом уваги представників різних угруповань, які зібралися в Батумі. Тут маленька підпільна більшовицька група бореться з британською окупаційною владою, і її мета — запобігти постачанню зброї білим. Більшовики проникають на корабель, роззброюють капітана, забирають гроші та папери й мінують судно. Тепер їм належить втекти від погоні, і вони прокладають свій шлях по болотах. Але в загін затесався зрадник. Він намагається втекти з грошима, але гине від рук своїх колишніх товаришів. Наймолодший член групи під прикриттям інших на болотних ластах проривається з оточення англійців, рятуючи з собою і цінні документи, а решта членів групи гинуть в нерівному бою з окупантами.

## У ролях
- Гурам Пірцхалава — Ута
- Імеда Кахіані — Андро
- Аріадна Шенгелая — Надіде
- Леван Пілпані — Боцо
- Елгуджа Бурдулі — Ашордія
- Борис Ципурія — Селім
- Гія Гугунава — Ніяз
- Бердія Інцкірвелі — Каленіке
- Серго Пачкорія — Хасан
- Варлам Цуладзе — Маркоз
- Руслан Мікаберідзе — моряк
- Реваз Таварткіладзе — генерал

## Знімальна група
- Режисер — Генріх Ходжава
- Сценаристи — Генріх Ходжава, Олександр Манцкава
- Оператор — Олександр Гвасалія
- Композитор — Яків Бобохідзе